# Сборная Португалии по мини-футболу
Национальная сборная Португалии по мини-футболу представляет Португалию на международных соревнованиях по мини-футболу. Двукратные чемпионы Европы по мини-футболу в 2018 и 2022 году. Чемпионы мира 2021 года.

## Турнирные достижения

### Чемпионат мира по мини-футболу
- 1989 — не участвовала
- 1992 — не квалифицировалась
- 1996 — не квалифицировалась
- 2000 — 3-е место
- 2004 — 2-й раунд
- 2008 — 1-й раунд
- 2012 — 1/4 финала
- 2016 — 4-е место
- 2021 — Победа
- 2024 — 1/8 финала

### Чемпионат Европы по мини-футболу
- 1996 — не квалифицировалась
- 1999 — 1-й раунд
- 2001 — не квалифицировалась
- 2003 — 1-й раунд
- 2005 — 1-й раунд
- 2007 — 4-е место
- 2010 — 2-е место
- 2012 — 1/4 финала
- 2014 — 4-е место
- 2016 — 1/4 финала
- 2018 — Победа
- 2022 — Победа